# Экономика Венгрии
Эконо́мика Ве́нгрии на начало XXI века среднеразвита, индустриально-аграрна. В стране традиционно всегда были высоко развиты садоводство и виноградарство, с XIX века — текстильной, пищевкусовой промышленности, с XX века — машиностроение, производство средств связи, измерительных приборов, станков, химической, фармацевтической, металлургической промышленности (особенно алюминиевой, на базе месторождений бокситов). С 1989 года производство в материалоёмких и энергоёмких отраслях, созданных при поддержке СССР, сокращается.
В СССР была хорошо известна такая экспортная продукция венгерской промышленности, как автобусы Икарус и консервы марки «Глобус».
Перед мировым экономическим кризисом и вирусными пандемиями XXI века большое значение для страны имел массовый международный въездной туризм. Стабильное положение в экономике и обществе сделало Венгрию в последние годы перед мировым экономическим кризисом одной из наиболее привлекательных для иностранных инвестиций стран Восточной Европы.

## История

### Экономика территории будущей Венгрии в железный век
На большом протяжении истории территория современной Венгрии с её населением не была самоуправляема, а входила в состав других государств:
- около 450 лет — в состав Римской империи (железный век)
  - 200-е годы — период экономического и культурного расцвета римской провинции Паннонии[9]
- около 260 лет — в состав монголоязычного Аварского каганата
- около 110 лет входила в германские земли гепидов и лангобардов
- около 80 лет — в состав Болгарского царства
- около 10 лет — в состав Великой Моравии

### Венгерское княжество и королевство (895—1526)
В эпоху феодализма основным фактором производства была земля. Новые экономические и социальные реалии привели к образованию частной собственности на землю, которая проявлялась в Венгрии тремя способами: как княжеско-королевская собственность, церковные или светские частные владения. Королевские владения династии Арпадов и наследовавших у них Анжу происходят от занятых венграми племенных земель Подунавья. Истоком светских частных землевладений стали захваты племенем венгров пахотных земель, являвшихся основой благополучия племени и каждого его рода.
Со времён основания княжества фактором формирования частных землевладений стало наделение землёй за службу монарху. Такая практика привела к созданию феодальной модели из двух элементов: древнего землевладения с наделами, подтверждёнными святым королём Иштваном I (997—1038), и новых монарших наделов. Король Бела III был богатейшим европейским монархом своего времени, если верить списку его доходов. В своде законов 1351 г. были отменены бесплатные выдачи земли дворянству, а также дворянам запрещалось продавать земли, полученные ими в наследство.
Среднедунайская низменность больше способствовала земледелию, чем животноводству. В XI—XII вв. здесь встретились системы традиционного земледелия и трёхпольного севооборота: землю стали удобрять навозом, получаемым от животноводства, и использовать практически без пара. Важнейшими инструментами земледельца были плуг и топор.
Во 2-й половине X века на территории Венгрии началась христианизация восточными и западными миссионерами, постепенно доминирующие позиции и значительные земельные наделы заняла Западная римская церковь.
С 1034 г. в состав Венгрии стала входить земля славян — южные склоны Карпат, завоёванные у контролировавшей их с 993 года Польши — Верхняя Венгрия. Эта местность стала залогом богатства и самостоятельности венгерской монархии вплоть до турецкого вторжения XVII века: здесь располагались одни из крупнейших в Европе залежи золота в районе города Кёрмёцба́ньи (Кремницы), серебра — в районе Шельмецба́ньи, золота и серебра — в Ро́жне, железа — в Ёльшве. Кремницкие дукаты были весьма уважаемой денежной единицей в средневековой Европе. В районе Тайо выплавлялись значительные объёмы меди, в Нитре — чеканились серебряные монеты. Долгая власть Венгрии над славянскими южными склонами Карпат предопределила черты местных славян (с 1444 г. известных как словаки), ставших впоследствии отличительными от черт других соседних славянских этносов.
С 1097 г. в состав Венгрии стала входить Хорватия, включавшая стратегический выход к морю в Далмации.
В 1242 г., несмотря на феодальную раздробленность и усиление власти местных баронов-магнатов, власти Венгрии сумели противостоять монгольскому нашествию, которое лишь ненадолго оккупировало земли королевства. Король Бела III проводил политику колонизации, приглашая немцев, славян, влахов на опустевшие посещённые монголами земли, поддерживал города, предоставляя им право самоуправления.
При первых королях Анжуйской династии (1308—1382) были заложены основы крепостного права и завершилось его формирование в стране, а также стали эффективно использоваться рудные месторождения Верхней Венгрии. Первый из династии Люксембургов король Сигизмунд I (также чешский король и германский император) в партнёрстве с Римской церковью вёл борьбу с зарождавшейся Реформацией.
Наблюдавшиеся во 2-й половине XV века натурализация ренты и увеличение барщины, а также запрещение вывода крестьян новыми владельцами (обычно крупными баронами) вызвали восстание Дьёрдя Дожи (1514 г.). В том же году Государственное собрание узаконило «вечную зависимость» крестьян и запретило им иметь оружие, что сыграло роль в ослаблении армии и поражении Венгрии при Мо́хаче (1526 г., известном как Первая национальная катастрофа).

### В составе Османской империи (1526—1691)
В 1526 г. турки заполучили почти всю территорию Венгрии, кроме наиболее стратегических районов страны, к которым они и стремились — Верхней Венгрии и хорватского выхода к морю. Эти оставшиеся не захваченными Османской империей окраины Венгрии вошли в состав Австрии. Восточные земли страны, ставшие Трансильванским княжеством, согласились платить налоги Османской империи и признали себя зависимым регионом Османской империи. Столица Буда и остальные центральные венгерские земли стали провинцией Османской империи.
В течение периода 1526—1691 гг. войны на территории современной Венгрии не прекращались и о развитии экономики говорить не приходилось. В ходе этих войн большая часть бывшего королевства была разрушена. Многие мелкие поселения были полностью разрушены. Венгры во главе с Имре Тёкёем, которые не хотели протестантской Австрии, восстали и обратились за помощью к Османской империи. Османская армия под командованием великого визиря Мерзифонлу Кара Мустафы-паши отправилась в поход против Австрии. После этого периода Османская армия, потерпевшая поражение в этой кампании, начала терять земли в регионе. После этого Священный союз под руководством папы римского предпринял атаку с целью полностью удалить Османскую империю с Балкан. Австрия отбила Буду. В течение следующих нескольких лет к 1691 г. вся Венгрия, за исключением Тимишоары и прилегающих регионов, попала в руки Австрии. Эти территориальные изменения были официально приняты Карловицким договором 1699 г., подписанным между Польшей, Венецией, Австрией и Османской империей при посредничестве Англии и Нидерландов.

### В составе Австрийской империи и Австро-Венгрии (1691—1918)
После подавления антигабсбургского движения венгра Ференца Ракоци 1703—1711 гг. Австрия приняла меры предосторожности против возможных будущих восстаний, разрушив все замки венгерских баронов. Камни из замков раздавали жителям деревень для строительства домов.

### Межвоенный период
Венгерская экономика перед Второй мировой войной в основном была аграрной с мелкотоварной промышленностью. Стратегическое положение Венгрии в Европе и её относительная бедность природными ресурсами диктовали возврат к традиционному занятию: международной торговле. Крупнейший венгерский автопроизводитель Magomobil (марка Magosix) производил лишь около тысячи автомобилей в год. В начале 1920-х гг. быстрыми темпами стала развиваться текстильная промышленность, к 1928 г. уже ставшая крупнейшей экспортной отраслью страны, вывозившей текстиля стоимостью более 60 млн пенге в год. Такие компании, как MÁVAG экспортировали локомотивы в Британскую Индию и в страны Южной Америки — венгерский локомотив 601 был крупнейшим и мощнейшим в Европе в этот период.
В 1920-е — 1930-е годы началось развитие политических и торгово-экономических связей с Германией. Число самолётов в составе вооружённых сил Венгрии на 1939 год составляло 300 бортов. Морским флотом Венгрия, как не имевшая выходов к морю страна, не обладала. Численность всех родов войск в 1939 г. составляла 150 тысяч человек.
Трудоспособное население (1939)
- в сельском и лесном хозяйстве было занято 53 %,
- в промышленности (в том числе в добывающей) — 24 %,
- в транспорте и связи — 3 %,
- в торговле и банковской сфере — 6 % трудоспособного населения.

Венгрия в этот период являлась также страной с преимущественно сельским населением (в городах проживало лишь 30 % населения страны).
Протяжённость железных дорог в Венгрии была достаточной — 99 км на 1000 км².
Структура земельного фонда (1939)
- Пашни — 6 млн га
- Луга и пастбища — 2 млн га
- Леса — 1 млн га

С пашен Венгрия собирала в 1939 году:
| Культура               | Пшеница | Рожь     | Ячмень | Овёс | Кукуруза | Картофель | Табак     | Сахарная свёкла (в весе сахара)             | Виноград (в млн галлонов вина) |
| ---------------------- | ------- | -------- | ------ | ---- | -------- | --------- | --------- | ------------------------------------------- | ------------------------------ |
| Сбор Венгрии в млн т   | 3       | 1        | 1      | 0,3  | 3        | 2         | 0,02      | 0,1                                         | 3                              |
| Мировой лидер по сбору | СССР    | Германия | Китай  | США  | США      | СССР      | США Китай | Британская Индия (тростник) Куба (тростник) | Франция                        |
| Сбор лидера в млн т    | 47      | 9        | 8      | 14   | 66       | 66        | 1         | 3                                           | 61                             |

Из данных урожаев наиболее примечательны урожаи ячменя (13 % от лидера по сбору — Китая) и ржи (11 % от сборов лидирующей в этой культуре Германии). Наиболее ценным экспортным товаром были также зерновые (25 % всего экспорта).
В 1939 году поголовье скота в Венгрии было традиционным для европейских государств, при этом мясо в целом являлось крупнейшей статьёй экспорта страны (30 % от всего экспорта):
| Животные                      | Кони  | Крупный рогатый скот | Овцы                 | Козы | Свиньи |
| ----------------------------- | ----- | -------------------- | -------------------- | ---- | ------ |
| Поголовье в млн голов         | 1     | 2                    | 2                    | 0,1  | 4      |
| Мировой лидер по поголовью    | Китай | Британская Индия     | Британская Австралия | СССР | США    |
| Поголовье у лидера, млн голов | 22    | 206                  | 125                  | 52   | 84     |

Показатели добычи ископаемых в Венгрии нельзя было назвать передовыми в мире в 1939 г., однако, добыча бокситов в пересчёте на вес алюминия лишь в 2 раза уступала добыче лидеров — Италии и Франции:
| Ископаемые              | Нефть | Каменный уголь | Бурый уголь | Железная руда | Бокситы (в весе алюминия) |
| ----------------------- | ----- | -------------- | ----------- | ------------- | ------------------------- |
| Добыча в млн т          | 0,4   | 1              | 8           | 0,1           | 0,5                       |
| Мировой лидер по добыче | США   | США            | Германия    | США           | Италия Франция            |
| Добыча лидером в млн т  | 171   | 405            | 230         | 27            | 1                         |